# Adam Harasiewicz

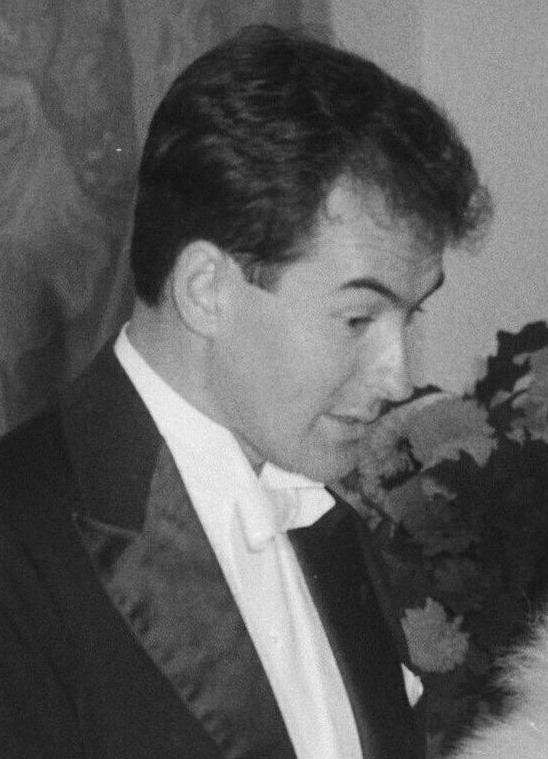
Adam Harasiewicz (1963)

Adam Harasiewicz (* 1. Juli 1932 in Chodzież bei Posen) ist ein polnischer Pianist und zählt zu den großen Chopin-Interpreten des 20. Jahrhunderts.

## Leben
Aufgewachsen ist er in Rzeszów. Er begann im Alter von 10 Jahren mit dem Musikunterricht und spielte zunächst Violine, ein Jahr später Klavier. 1947 gewann er den ersten Preis für Nachwuchskünstler in Rzeszów, damals Schüler von Kazimierz Mirski und Janina Illasiewicz-Stojałowska, einer Schülerin von Ignaz Friedman, welche er als seine wichtigste Lehrerin erachtete. Als Siebzehnjähriger stellte er sich zum ersten Mal dem Internationalen Chopin-Wettbewerb in Warschau, erlangte jedoch keinen Preis. Von 1950 bis 1956 studierte er bei Zbigniew Drzewiecki an der Musikakademie Krakau.
1955 trat er ein zweites Mal beim Warschauer Chopin-Wettbewerb an, dem seinerzeit bedeutendsten Klavierwettbewerb der Welt, setzte sich gegen Vladimir Ashkenazy und Bernard Ringeissen durch und gewann den ersten Preis mit Goldmedaille. Anschließend verfeinerte er seine Interpretationen bei Arturo Benedetti Michelangeli in Italien, welcher zuvor als Jurymitglied im Chopin-Wettbewerb 1955 in Warschau weilte. Der Chopin-Wettbewerb 1955 war insbesondere gekennzeichnet durch die Anwesenheit der belgischen Königin Elisabeth Gabriele in Bayern, einer großen Kunstmäzenin, welche für die frühen Jahre Harasiewicz' von großer Bedeutung sein sollte und welche ihn zu zahlreichen Konzerten in den Benelux-Ländern einlud.
1957 wurde ihm in London die Harriet Cohen International Music Award als bester Interpret des Jahres verliehen. Aufsehen erregten seine Auftritte im Rahmen der Weltausstellung in Brüssel 1958. 1960 wurde er mit der Goldmedaille der Paderewski-Stiftung in New York ausgezeichnet. Im selben Jahr, in welchem sich Chopins Geburtstag zum 150. Mal jährte, spielte er als offizielles Eröffnungskonzert des Chopin-Jahres die beiden Klavierkonzerte von Chopin mit dem New York Philharmonic Orchestra unter Stanisław Skrowaczewski im Sitz der UNO. Er spielte mit vielen wichtigen Orchestern, wie den Wiener Symphonikern, dem Mozarteum-Orchester, der Warschauer Nationalphilharmonie, dem Concergebow Amsterdam, und arbeitete mit bedeutenden Dirigenten zusammen, wie Bernhard Haitink, Malcolm Sargent, Heinrich Hollreiser, Fabio Luisi, Jan Krenz, Zdzisław Góryzński, Günter Lehmann und Kazimierz Kord. Im Wiener Musikverein trat er zwischen 1955 und 1989 insgesamt 19 mal auf.
Weltweit bekannt wurde Harasiewicz durch seine Einspielungen fast sämtlicher Klavierwerke Chopins für das Label Philips in den Jahren 1958 bis 1972, die 2007 für Decca Records in einer 10 CDs umfassenden Box neu aufgelegt wurden. Diese Einspielungen wurde mit dem Grand Prix du Disque ausgezeichnet.
Harasiewicz wird hauptsächlich mit dem Werk Frédéric Chopins in Verbindung gebracht, jedoch umfasst seine Diskographie auch Aufnahmen mit Werken von Franz Liszt (Ungarische Rhapsodien VI und XII, Mephistowalzer Nr. 1) und Johannes Brahms (Paganini-Variationen Heft I und II), und er brachte Werke seines Landsmannes Karol Szymanowski zur Aufführung. Konzertiert hat er unter anderem in Österreich, Jugoslawien, der ČSSR, Belgien, Luxemburg, Deutschland, England, Sowjetunion/Russland, Italien, USA, Japan, Bulgarien, Rumänien, Türkei, den Niederlanden, der Schweiz, Frankreich, Mexiko, Vietnam und Iran.
Gegen Ende der 1980er Jahre wurden seine öffentlichen Auftritte zunehmend seltener. 1997 spielte er an zwei Abenden im Palau de la Música Catalana sämtliche Chopin-Mazurken. Vereinzelte CD-Einspielungen, zuletzt 2010 mit sämtlichen Mazurken Chopins und der h-Moll-Sonate, zeugen jedoch davon, dass sich Harasiewicz auch im 21. Jahrhundert als wichtiger Chopin-Interpreten manifestiert hat.
Er war Juror beim Internationalen Klavierwettbewerb Ferruccio Busoni in Bozen (1984), beim Pilar Bayona-Wettbewerb in Saragossa (1987), beim Casagrande-Wettbewerb in Terni (1989) und beim Chopin-Wettbewerb in Warschau (1995, 2000, 2005, 2010, 2015, 2021). Er trat nie offiziell als Lehrer in Erscheinung, gab aber Meisterkurse, etwa im Rahmen des Klavier-Festival Ruhr, in Iserlohn, und mehrfach in Österreich (Karthaus Gaming) und Italien. Zahlreiche Pianisten wurden durch ihn im Rahmen von Meisterkursen und privaten Konsultationen in die Chopin-Interpretation eingeführt, unter anderem Ingolf Wunder (Gewinner des 2. Preises im Chopin-Wettbewerb 2010), Fabio Luisi, Jean-Baptiste Müller, Stephan Kaller, Nikolaj Leo Strauss und Peter Barcaba.
Er lebt in Salzburg und Warschau und widmet sich neben der Musik auch der Kunstmalerei. Die Stiftung Fundacja Pianistyki Polskiej widmete ihm 2024 zum 5. Mal einen nationalen Klavierwettbewerb, der seinen Namen trägt.